# 네기시 반응
네기시 반응(일본어: 根岸反応) 또는 네기시 커플링(일본어: 根岸カップリング, 영어: Negishi coupling)은 유기 합성에서의 크로스 커플링 반응 중의 하나이며 유기아연화합물과 유기할로겐화합물을 팔라듐 또는 니켈 촉매를 사용해서 축합시켜 C-C결합 생성물을 얻는 방법이다. 1977년 네기시 에이이치 등에 의해서 최초로 보고 됐다. 네기시는 이러한 반응의 발견에 의해서 2010년에 노벨 화학상을 수상했다.
{\displaystyle {\begin{matrix}{}\\{\color {Red}{\ce {R}}}{-}{\color {Blue}{\ce {X}}}+{\color {Green}{\ce {R}}'}{-}{\ce {Zn}}{\color {Magenta}{\ce {X}}'}\ {\ce {->[{\ce {PdL}}_{n}{\text{ or }}{\ce {NiL}}_{n}]}}\ {\color {Red}{\ce {R}}}{-}{\color {Green}{\ce {R}}'}\end{matrix}}}

## 특징
아연상의 유기기는 아릴, 알케닐, 알키닐기 등 유기할로겐화합물은 할로겐화아릴, 알케닐, 알릴 등이 주로 쓰인다. 촉매로는 오직 테트라키스(트리페닐포스핀)팔라듐(0) 등의 팔라듐 촉매가 쓰인다.
유기아연화합물은 유기할로겐화합물과 활성화시킨 아연(0)과의 산화적 부가, 지아르킬 아연이나 할로겐화 아연을 이용한 금속 교환에 의해 관능기를 갖는 것도 조제할 수 있으므로 크로스 커플링 반응 중에서도 기질의 적용 범위가 비교적 넓다. 또한 유기아연화합물이 일정한 반응을 지니므로 염기나 친핵체와 같은 첨가물이나 가열은 필요로 하지 않는다.

## 기구
반응 기구는 팔라듐을 촉매로 하는 다른 크로스 커플링 반응과 동일하다. 먼저 유기할로겐화합물 R'-Y의 C-X 결합에 Pd(0)가 산화적 부가하여 R'-Pd(II)-Y가 되고, 이어서 유기아연화합물 R-ZnX와의 사이에 트랜스메탈화에 따라 R'-Pd(II)-R이 생성된 후에 환원적 이탈이 일어나 R-R'이 생성, 동시에 Pd(0)가 재생된다.

## 같이 보기
- 스즈키-미야우라 반응

## 참고 문헌
1. ↑  총설: Negishi, E. Acc. Chem. Res. 1982, 15, 340-348.
2. ↑  총설: Erdik, E. Tetrahedron 1992, 48, 9577-9648.
3. ↑  King, A. O.; Okukado, N.; Negishi, E. J. Chem. Soc., Chem. Commun. 1977, 683-684.
4. ↑  Negishi, E.; King, A. O.; Okukado, N. J. Org. Chem. 1977, 42, 1821-1823.
5. ↑  실시된 사례: Negishi, E.; Takahashi, T.; King, A. O. Org. Synth. Coll. Vol. 8, p.430 (1993); Vol. 66, p.67 (1988). 관련 내용